# Julia Zirnstein
Julia Zirnstein (* 13. Januar 1990 in Schwetzingen) ist eine deutsche Fußballspielerin.

## Persönliches
Zirnstein wuchs in Brühl auf. Mit 16 Jahren wechselte sie auf das Sportinternat in Freiburg und besuchte das Rotteck-Gymnasium. Dann begann sie eine Ausbildung zur Groß- und Außenhandelskauffrau.

## Fußball
Sie begann im Alter von vier Jahren mit dem Fußballspielen bei den Jungen-Bambini des FV 1918 Brühl. Mangels Mädchenmannschaft wechselte sie 2000 zur Spvgg 06 Ketsch und vor der Saison 2006/07 weiter zum Erstligisten SC Freiburg. Nach über 100 Spielen in der 1. und 2. Fußball-Bundesliga für Freiburg verließ Zirnstein den Verein im Sommer 2012 in Richtung SC Sand, wo sie im Sommer 2016 ihre aktive Karriere beendete. 2017 reaktivierte sie ihre Karriere beim SC Sand II.
Zirnstein durchlief die U-15- und U-17-Nationalmannschaften. Zwischen 2006 und 2012 kam Zirnstein regelmäßig in der Auswahl des Südbadischen Fußballverbands zum Einsatz.

## Erfolge
- 2005 2. Platz beim Länderpokal
- 2016 DFB-Pokalfinale mit SC Sand